# Alte Kirche Monstein

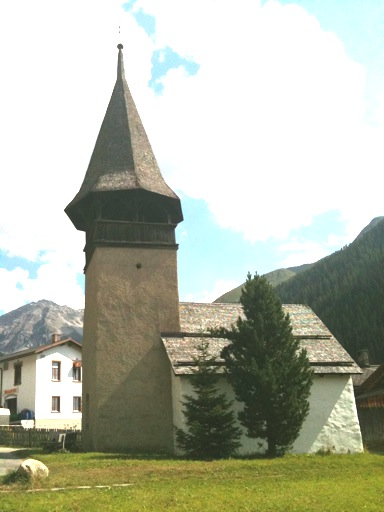
Alte Kirche Monstein im Dorfzentrum

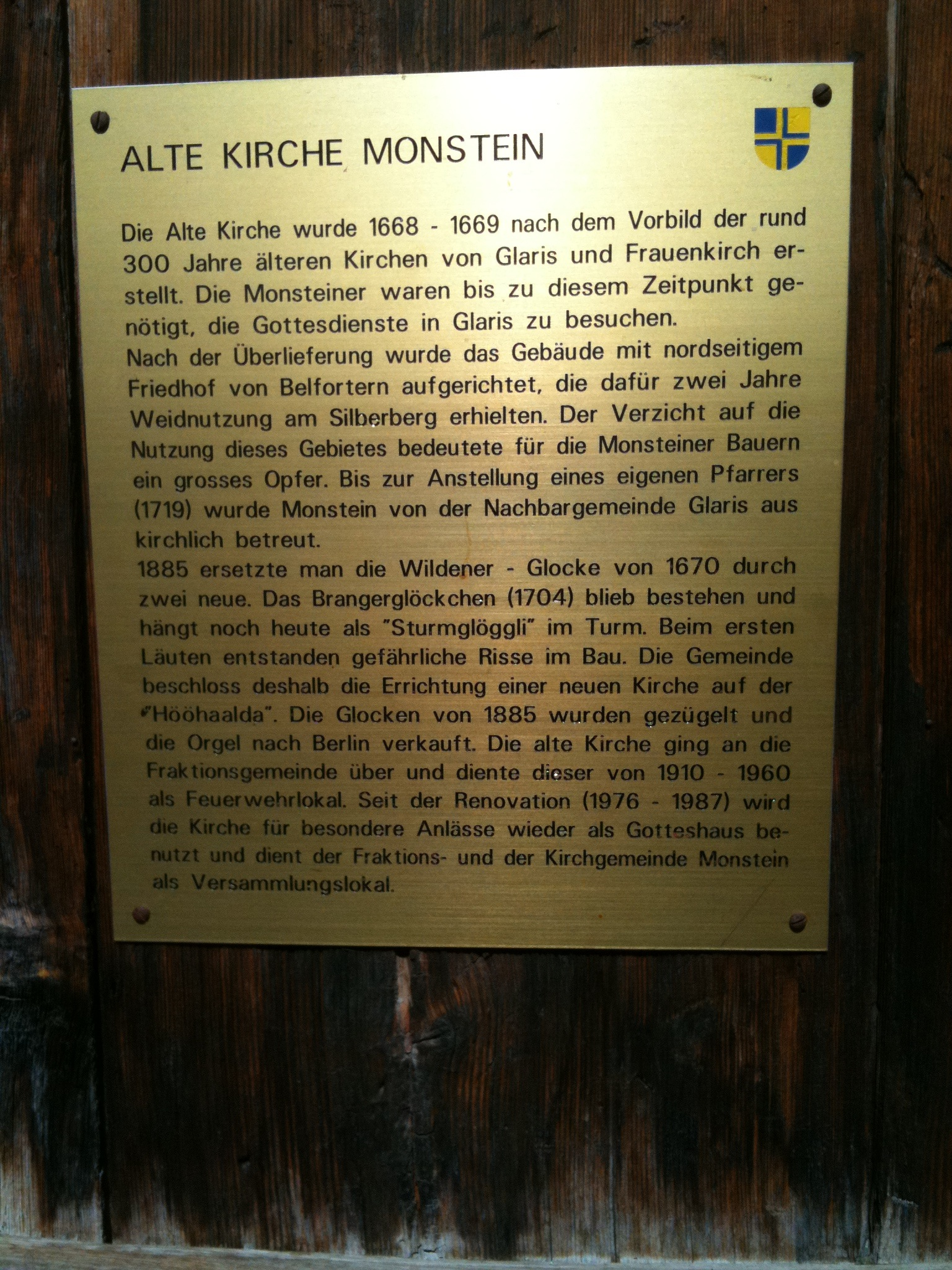
Informationstafel an der Eingangstüre

Die Alte Kirche Monstein im zu Davos gehörenden Dorf Monstein über dem Landwassertal ist ein ehemaliges evangelisch-reformiertes Gotteshaus unter dem Denkmalschutz des Kantons Graubünden. 

## Geschichte
Ihre Entstehungsjahre 1668/69 liegen in der Zeit nach den Bündner Wirren. Bis dahin erfolgte die pastorale Versorgung von Glaris aus. An dessen Vorbild und an dem der Frauenkirchner Kirche orientierte sich auch der Neubau. 
1885 ersetzte man die Glocke von 1670 aus der Gründungszeit durch zwei neue. Bereits deren erstes Geläute bewirkte Rissbildungen in den Seitenwänden, wodurch die Kirche als Gottesdienststätte aufgegeben werden musste und es zum Bau der neuen reformierten Dorfkirche kam.

## Besitzverhältnisse und Nutzung
Eigentümer der Alten Kirche war fortan die politische Gemeinde der Davoser Fraktion Monstein, die das Gebäude von 1910 bis 1960 als Feuerwehrlokal nutzte. Eine Renovation von 1976 bis 1987 führte dazu, dass die Kirche heute wieder als Versammlungsraum für gelegentliche Gottesdienste und für Dorfveranstaltungen genutzt werden kann.